# Edgardo López
Edgardo Juan López Morell (ur. 7 czerwca 1991) – portorykański zapaśnik walczący w obu stylach. Zajął 21. miejsce na mistrzostwach świata w 2013. Trzeci na igrzyskach panamerykańskich w 2015, a piąty w 2011, 2019 i 2023. Brązowy medalista mistrzostw panamerykańskich w 2012, 2013 i 2019. Wicemistrz igrzysk Ameryki Środkowej i Karaibów w 2023 i trzeci w 2014 roku. Absolwent University of Puerto Rico w Bayamón.